# Slepčany
Slepčany jsou obec na Slovensku v okrese Zlaté Moravce v Nitranském kraji. Žije v nich 839 obyvatel.

## Historie
Na území obce je doložené osídlení v neolitu a středověká zaniklá vesnice z 11. až 12. století. První písemná zmínka pochází z roku 1165 a uvádí vesnici „jako Selepchen, aliud Minus predium Selepchen“. Pozdější doložené názvy jsou: Celepsen (1209), Scelepchen (1229), „Zelepchen, eciam Zelepchen“ (1234), Minor Selepchen (1247), Scylipche (1255), Zelepchen (1257), Kyszelepchen (1360), Slepczany (1773), maďarsky Szelepcsény. Vesnice patřila klášteru v Hronském Beňadiku, v roce 1565 připadla ostřihomské kapitule. V roce 1634 ji přepadli Turci. Obyvatelé se během staletí živili zemědělstvím, tradici má i vinařství.

## Přírodní poměry
Obec leží na rozhraní Pohronské a Požitavské pahorkatiny na terase řeky Žitavy. Samotná vesnice se rozkládá v nadmořské výšce kolem 160 metrů, její katastrální území pak mezi 150 a 210 metry. Území má charakter mírně zvlněné pahorkatiny. Je tvořeno jíly a písky, překrytými převážně spraší a říčními sedimenty. Území  Katastr je téměř celé odlesněné a zemědělsky využívané. Na přítoku Žitavy nad vesnicí leží vodní nádrž.

## Pamětihodnosti
- římskokatolický kostel z roku 1881

## Osobnosti
Ve vesnici se narodil Juraj Pohronec-Slepčiansky (1595–1685), grafik a ostřihomský arcibiskup.